# Rodrigo Barrera
Rodrigo Hernán Barrera Funes (Santiago, 1970. október 30. –) chilei válogatott labdarúgó.

## Pályafutása

### Klubcsapatban
1990 és 1996 között az Universidad Católica csapatában játszott, de az 1995–96-os szezonban kölcsönben szerepelt a mexikói Nexaca együttesénél. 1997-től 2001-is az Universidad de Chile játékosa volt, mellyel 1999-ben és 2000-ben bajnoki címet szerzett. 2002-ben ismét az Universidad Católica labdarúgója volt. 2004-ben a ciprusi Olimbiakósz Lefkoszíasz együttese szerződtette, de nem lépett pályára egyetlen mérkőzésen sem és visszatért az Universidad de Chiléhez. 2005-ben a Deportes Melipillában játszott. 2006-ban a Palestino színeiben fejezte be a pályafutását.  

### A válogatottban
1993 és 1998 között 22 mérkőzésen szerepelt a chilei válogatottban és 5 gólt szerzett. Részt vett az 1993-as, az 1995-ös és a 2001-es Copa Américán, valamint az 1998-as világbajnokságon, de nem kapott lehetőséget egyetlen mérkőzésen sem.

## Sikerei, díjai
Universidad Católica
- Chilei bajnok (1): 2002 Apertura

Club Necaxa
- Mexikói bajnok (1): 1995–96

Universidad de Chile
- Chilei bajnok (2): 1999, 2000